# 32005 Roberthalfon
32005 Roberthalfon è un asteroide della fascia principale. Scoperto nel 2000, presenta un'orbita caratterizzata da un semiasse maggiore pari a 2,2331952 UA e da un'eccentricità di 0,1234320, inclinata di 1,97753° rispetto all'eclittica.